# سیارک ۸۳۴

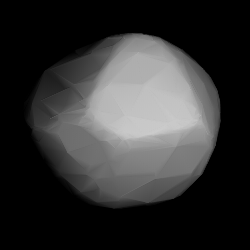
مدل سه‌بُعدی سیارک ۸۳۴‌ بر طبق منحنی نور آن

سیارک ۸۳۴ (به انگلیسی: 834 Burnhamia، نامگذاری:1916AD) هشتصد و سی و چهارمین سیارک کشف شده‌است که در ۲۰ سپتامبر ۱۹۱۶ و در هایدلبرگ کشف شد.
قدر مطلق سیارک برابر ۹٫۳۹ است.